# 蹲踞
蹲踞（そんきょ、そんこ）とは、体を丸くしてしゃがむ、または膝を折り立てて腰を落とした立膝をつく座法。相撲や剣道などの武道において終始の礼として実施され、神道においても儀式作法となっている日本の伝統的姿勢である。なお、柔道では大正時代以降に立礼が採用されるようになり、競技化・国際化とともに立礼が一般化した。

## 歴史
原義では、うずくまる、かがむ、膝を立てて腰を下ろすという意味で、中国古代の礼俗では坐作に例のないことという意味もあり『大漢和辞典』などに掲載されている（ただし、藤野岩友『中国の文学と礼俗』によると中国では尻を地につけた姿勢を指したという）。一方、日本では『走衆故実』にあるように尻を地につけない姿勢をいい、古くから恭敬の姿勢とされ、『後漢書』東夷伝や『魏志倭人伝』に恭敬としての「蹲踞」の記述がある。
蹲踞は『古事記』『万葉集』『源平盛衰記』『吾妻鏡』『北山殿行幸記』などに記述があり、貴人の送迎の時、従者が主人に対する時、神拝を行う時など行動中に一時的に静止したときに敬意を示すための容儀とされた。

## 武道

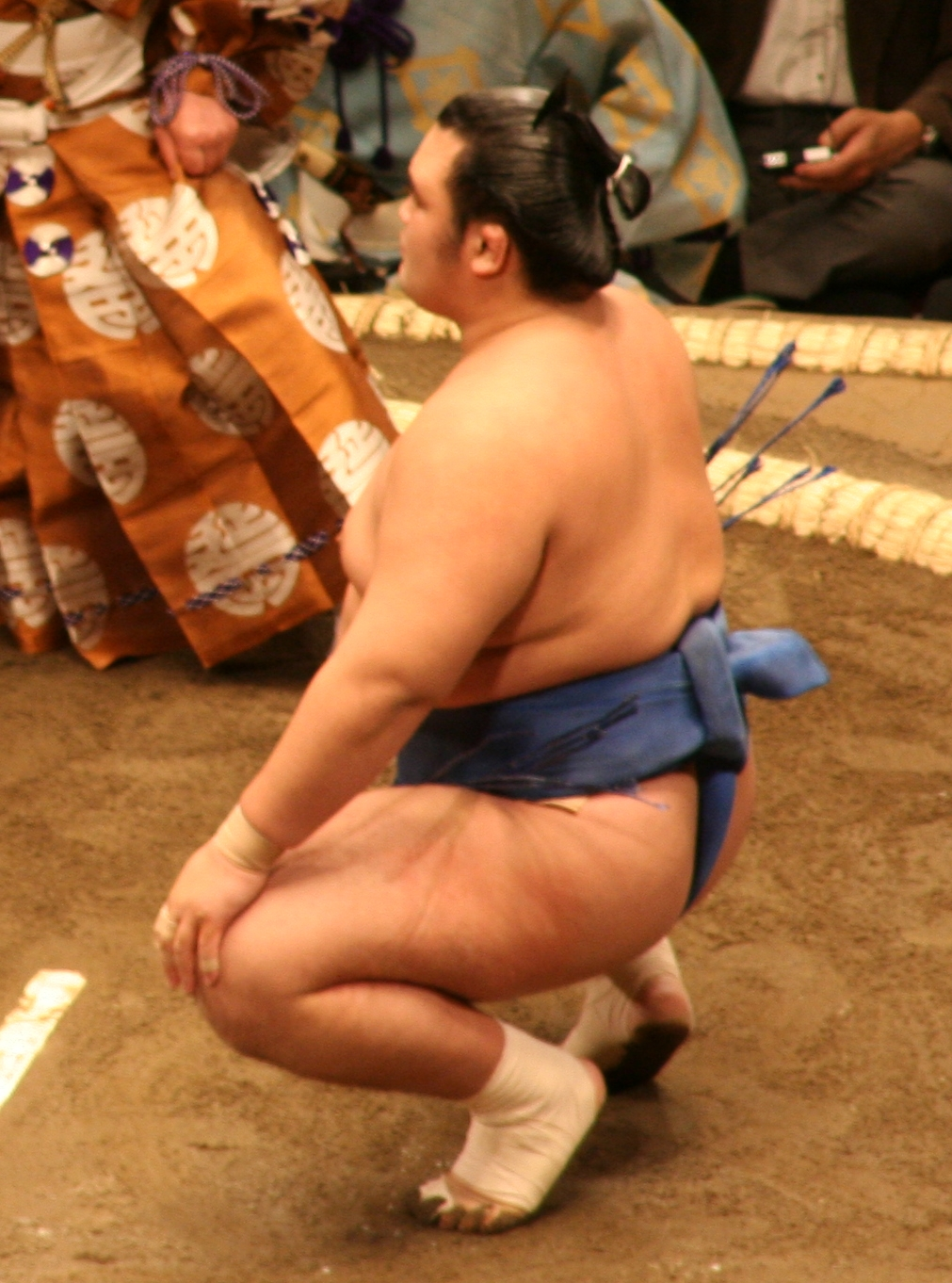
蹲踞の姿勢をとる大相撲の力士

相撲や剣道などでは爪先立ちになり、深く腰を落として膝を開き、上体は真直にして重心を安定させた状態をいう。長瀬越後が享保年間に著した『相撲極伝之書』には「蹲踞」として現代とほぼ同じ姿勢が見られ、元禄時代前後には武道に取り入れられていたことがわかるが、詳しい起源は不明である。蹲踞には片膝を着ける折敷の礼と呼ばれるものもある。
蹲踞は韓国では日本的なものとみなされるため、コムド（韓国剣道）は、蹲踞を廃して立礼を行っている。
日本拳法では、立礼・座礼と合わせて、三法と呼ばれている。

### 相撲
相撲の取組では、力士は土俵で向かい合い、蹲踞の姿勢で両手を擦り合わせてから、ちりを切る。

### 剣道
古流のうち卜伝流では立礼と座礼、柳生新陰流では座礼のみで蹲踞姿勢はとらない。鹿島新当流と心形刀流では通常の蹲踞ではなく右膝を立てて左膝を折り敷いて会釈を行う。天真正伝香取神道流では蹲踞の姿勢から両膝両指先をついて礼を行う。示現流では蹲踞の姿勢から右手をついて木刀に一礼し相互の礼は行わない。直心影流、神道無念流、甲源一刀流、北辰一刀流などでは蹲踞姿勢から両手指先を着き互いに礼を行う。
剣術では蹲踞をとらない流派もあり、同じ姿勢でも蹲踞（『剣法至極詳解』）のほか蹲座（『剣術教範』）や脆づく （『撃剣体操』）といった表現のものもあった。
立合前後の方式や用語を整理して蹲踞と礼を切り離し、現代の剣道の試合にみられるような立礼、蹲踞、立合の形式が定められたのは1906年（明治39年）制定の大日本武徳会剣術形からとされる。

### 柔道
江戸時代末期から明治時代初期にかけての柔術では、蹲踞礼を行うもの、半身で片膝をついた姿勢で座礼を行うもの、両膝をついて爪先立ちの姿勢で座礼を行うものなどがあった。
講道館の柔道では草創期から両膝をついて爪先立ちの姿勢で座礼を行っていた。1906年（明治39年）に大日本武徳会と合意された「乱捕の形」では、武士の礼法をもとにした講道館式が採用され左足から立つ「右座左起」とされた。しかし、1941年（昭和16年）に国民共通の礼法として「礼法要項」が発表されたのを受け、1942年（昭和17年）12月に「左座右起」とするとともに足の甲も畳につける正座姿勢となり柔道共通の座礼となった。
1920年（大正9年）の村上邦夫『乱捕の形（柔道業書）』（柔道会）で立礼が柔の形として取り上げられ、柔道の競技化・国際化とともに立礼が一般化した。

## 神道
神道礼法における蹲踞について、青戸波江著『神社祭式行事作法教範』によると敬意を示すために上体は少し前にかかるようにするとし、武道式のように爪先立ちで両膝を開いて上体を真直にする容儀をとることを否定している。

## 蹲踞面
同じ姿勢を習慣的に続けていることで、股関節・膝・足首などにおいて、関節面の延長や圧痕などの特有の変化が発生するという。これを「蹲踞面」という。